# Municipio de Virginia (Dakota del Sur)
El municipio de Virginia (en inglés: Virginia Township) es un municipio ubicado en el condado de Union en el estado estadounidense de Dakota del Sur. En el año 2010 tenía una población de 240 habitantes y una densidad poblacional de 2,37 personas por km².

## Geografía
El municipio de Virginia se encuentra ubicado en las coordenadas 43°0′39″N 96°31′57″O / 43.01083, -96.53250. Según la Oficina del Censo de los Estados Unidos, el municipio tiene una superficie total de 101.2 km², de la cual 101,2 km² corresponden a tierra firme y (0 %) 0 km² es agua.

## Demografía
Según el censo de 2010, había 240 personas residiendo en el municipio de Virginia. La densidad de población era de 2,37 hab./km². De los 240 habitantes, el municipio de Virginia estaba compuesto por el 99,58 % blancos y el 0,42 % eran de una mezcla de razas. Del total de la población el 0,42 % eran hispanos o latinos de cualquier raza.